# Tierparkgeschichten
Tierparkgeschichten ist eine Fernsehserie der DDR. Sie wurde in einer Staffel in sieben Teilen ausgestrahlt.

## Inhaltsbeschreibung
Der Tierpark Hoegersund mit Direktor Wolfgang Mattke und seinen Angestellten, wie Tierarzt Dr. Mehl, die Tierpflegerin Claudia Herzberg, Kollege Willi sowie seinem neuen Stellvertreter Klaus Bender, der den Direktor entlasten soll, erleben so manche Abenteuer: Ein junger Hirsch, der sich im Wald an achtlos weggeworfenem Müll verletzt hat, der sechzigste Geburtstag von Direktor Mattke und der Streit von Herrn Bender mit den Pflegern sorgen für Spannung rund um die Tiere.
Die Serie wurde in den Tierparks Hoyerswerda, Eberswalde und Stralsund gedreht. Der Phantasiename Hoegersund wurde aus den Namen dieser Städte gebildet.

## Episodenliste
| Folge | Titel                        | Erstsendung und Kanal |
| ----- | ---------------------------- | --------------------- |
| 1.    | Neuzugänge                   | 02. Juni 1989 (DDR 1) |
| 2.    | Tierliebe ist ein eigen Ding | 09. Juni 1989 (DDR 1) |
| 3.    | Rivalitäten                  | 16. Juni 1989 (DDR 1) |
| 4.    | Eindringlinge im Revier      | 23. Juni 1989 (DDR 1) |
| 5.    | Heiße Tage                   | 30. Juni 1989 (DDR 1) |
| 6.    | Abschied von den Affen       | 07. Juli 1989 (DDR 1) |
| 7.    | Alte Freunde                 | 14. Juli 1989 (DDR 1) |